# Стоунхенджський курсус
Стоунхенджський курсус (англ. Stonehenge Cursus, іноді відомий як Більший курсус, англ. Greater Cursus) — великий неолітичний курсус на рівнині Солсбері, недалеко від Стоунхенджа у Вілтширі, Англія. Він має розміри приблизно 3 км завдовжки і від 100 до 150 метрів завширшки. Розкопки 2007 року датували будівництво валів між 3630 і 3375 роками до н.е., за кілька сотень років до самих ранніх фаз Стоунхенджа в 3000 році до нашої ери. Курсус, разом з сусідніми курганами і розташованим неподалік 'Меншим курсусом' є частиною об'єкту Національного трасту «Ландшафт Стоунхенджу» (англ. Stonehenge Landscape) і включений до об'єкту Світової спадщини ЮНЕСКО «Стоунхендж, Ейвбері та прилеглі археологічні об'єкти».

## Етимологія
Назва «курсус» походить від латинського "іподром". Ранні дослідники старожитностей, які першими виявили курсуси, вважали їх давньоримськими іподромами.

## Контекст
Радіовуглецеве датування рогів червоного оленя, виявлених на дні західного кінцевого рову, свідчить про те, що Стоунхенджський курсус, був побудований між 3630 і 3375 роками до нашої ери. Через невелике розходження в паралельності північного і південного рову, він розширюється до близько 150 м поблизу його західного кінця. Курсус розташований приблизно схід-західному напрямку і орієнтований на схід сонця в дні весняного і осіннього рівнодення. Всередині західної частини курсусу є (більш пізній) круглий курган бронзової доби, а великий неолітичний довгий курган був побудований на східному кінці. «Stonehenge Riverside Project» розкопав рештки довгого кургану в 2008 році, щоб визначити, чи він курган був побудований раніше або одночасно з курсусом. Рови курсусу не однорідні і розрізняються по ширині та глибині. Східний та південний рови відносно неглибокі — всього 0,75 м глибиною і 1,8 м завширшки у верхній частині. Західний кінцевий рів має глибину 2 м і 2,75 м завширшки.
Як і у більшості курсусів, його функція неясна, хоча, як вважають, вона була церемоніальна. Довжина курсусу, простягнута приблизно з сходу на захід, перетинає сухе річкове русло, відоме як Стоунхендж Боттом. Можливо у епоху неоліту, воно було пересихаючим влітку струмком; якщо це так, курсус матиме подібні характеристики до інших курсусів, наприклад Дорсетського курсусу, і це може бути пов'язано з церемоніальною функцією. Також було висловлено припущення, що Стоунхенджський курсус виступає був кордонном між місцями розселення і церемоніальної діяльності. Курсус також узгоджений зі сходом Сонця в день рівнодення, яке підіймається над східним довгим курганом.
Дві штучних ями були виявлені у східних і західних кінцях курсусу. Було з'ясовано, що лінії сходу і заходу сонця у день літнього сонцестояння через ці ями узгоджені зі Стоунхенджем.

## Розкопки
Вільям Стьюклі був першим дослідником старожитностей, який виявив та описав Стоунхенджський курсус, хоча він помилково припустив, що він був давньоримським. У 1947 році Джон Ф. С. Стоун розкопав невелику ділянку південного рову ближче до західного кінця курсусу. Він виявив невеликі сколи блакитного піщаника і роги оленя у спеціально виритому заглибленні, яке датується приблизно 2500 р. до н.е.
У 2007 році «Stonehenge Riverside Project» вирив три траншеї на західному кінці курсусу і знайшли роги оленя забрати на західному кінцевому рові. Траншея в північному рові виявила фрагмент кераміки, яка орієнтовно датується IV тисячоліттям до нашої ери. Траншея в південному рові знайшла докази повторного викопування в оригінальному рові, близько 2500 р. до н.е. (коли туди потрапили роги Стоуна), і знову між 2000 і 1500 рр. до н.е.

## Еймсбері 42 Лонг Барроу

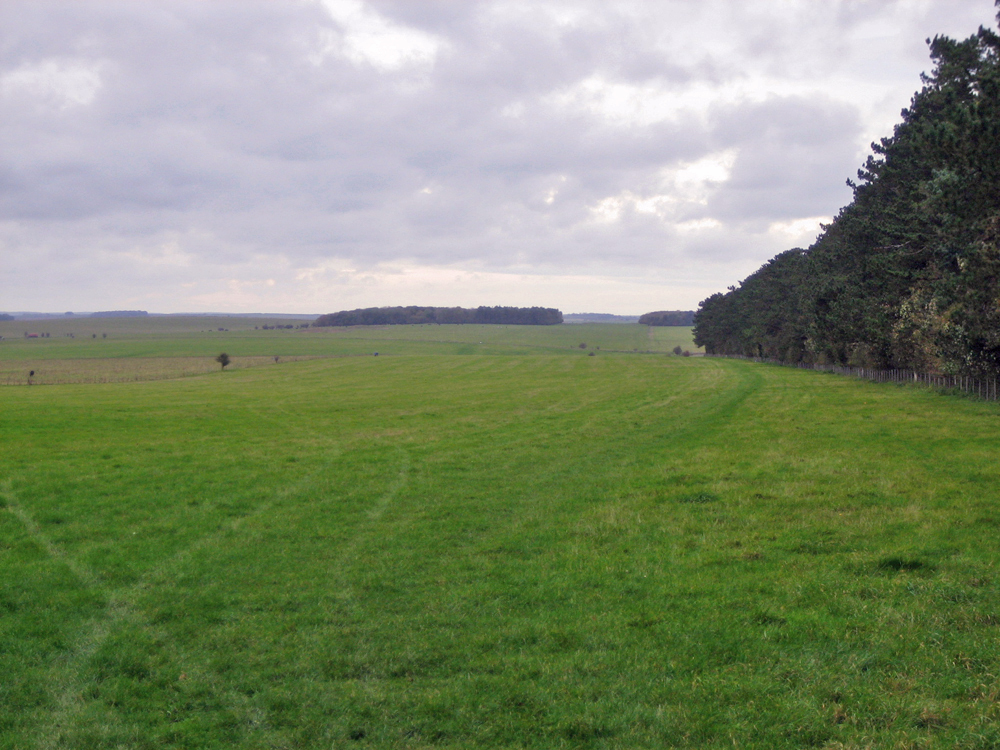
Вид на курсус з його східного кінця. Просвіт в деревах на горизонті позначає його західний кінець.

Відразу за східним кінцем курсусу розташований неолітичний довгий Курган (Лонг Барроу), орієнтований на північ-південь. Його існування зазначив Вільям Стюклі у 1723 році та Річард Кольт Хоар у 1810 році; він був розкопаний Джоном Турнемом в 1868 році, який знайшов череп бика і деякі другорядні поховання. З того часу курган розораний і зараз перебуває під стежкою для прогулянок вздовж Кінг-Барроу-Рідж (валу Королівського Кургану). Східний рів кургану глибиною 2 м був розкопаний у 1980-х роках Джуліаном Річардсом і його командою в рамках проєкту «Stonehenge Environs Project», але їм не вдалося знайти який-небудь матеріал, що піддається датуванню. «Stonehenge Riverside Project» розкопував рів ще раз у 2008 році.
Починаючи з 1979 року, Королівська комісія по історичних пам'ятках рекомендувала кращий захист кургану, в тому числі переміщення стежки вбік від нього та і розчищення лісу між ним і курсусом. Однак це досі не зроблено.

## Кладовище круглих курганів курсуса
Група курганів курсусу — це кладовищі круглих курганів, які розташовані в основному на південь від західного краю Стоунхенджського курсусу. Воно простягається на 1200 у напрямку з заходу на схід уздовж валу і є завшишки до 250 метрів. Воно містить круглі кургани, записані під назвами Еймсбері від 43 до 56 і Вінтерборн Сток від 28 до 30, плюс плантація Фарго.

## Менший курсус
У 750 м на північний захід від західного краю Стоунхенджського курсусу лежить Менший курсус, розміром 400 м завдовжки 60 м завширшки та орієнтований в напрямку захід-південний захід і схід-північний схід. Хоча його вали і рови збереглися до XX століття, оранка після Другої Світової Війни зрівняла їх з землею і сьогодні вони видимі лише як різниця якості вегетації над ними. Менший курсус був позначений як англ. Scheduled Monument з 1925 року і розкопаний 1983 року в рамках проєкту «Stonehenge Environs Project». Вони виявили, що спочатку вали мали лише половину його поточної довжини, але потім були продовжені. Вони підтвердили також раніші підозри, що він не мав східного кінця. Вали та рви просто припиняються і залишають східний кінець відкритим. Проєкт також виявив кілька рогів червоних оленів, що дозволило датували пам'ятник приблизно 3000 роком до нашої ери.

## Доступ
Стоунхенджський курсус повністю знаходиться на відкритій частині території у власності «Stonehenge Landscape» і тому є безкоштовним для відвідування. Він розташований в 700 метрах на північ від Стоунхенджа і до нього легко дістатися через публічними стежками. Менший курсус знаходиться на орних землях, хоча дозвільний шлях йде поруч з ним. Однак, оскільки Менший курсус видно лише як зміну в інтенсивності вегетації, там не має що бачити. Еймсбері 42 довгий курган розташований під стежкою на крайньому далекому східному кінці Більшого курсусу.